# Wilfred Benitez
Pour les articles homonymes, voir Benitez.
Wilfred Benitez, également connu sous le nom de Wilfredo Benitez, est un boxeur américain d’origine portoricaine né le 12 septembre 1958 à New York. Il est reconnu en tant que combattant habile et agressif, aux capacités défensives exceptionnelles. 
Remportant les championnats du monde dans trois catégories différentes, il est le plus jeune champion du monde de toute l’histoire de la boxe, à 17 ans et 5 mois.

## Premières années
Benitez, jeune prodige entraîné par son père Gregorio Benitez, était membre de l’une des plus célèbres familles de boxeurs porto-ricains (ses frères Frankie et Gregory Benitez ayant été des concurrents de haut-niveau dans les années soixante-dix). La « troupe » Benitez était largement dirigée par la mère, Clara Benitez. Le jeune Wilfred était surnommé « Le radar ». Il grandit en allant au gymnase de boxe du quartier, à New York, où il apprit en observant ses frères et les autres boxeurs locaux.
Durant les premières étapes de sa carrière professionnelle, Benitez voyageait souvent entre les Iles Vierges et New York pour combattre. Ses combats se divisaient entre ces destinations et Porto Rico. La proximité entre ces deux destinations et Porto Rico l’aida à se forger un nom, alors qu’il s’attirait des fidèles sur le plan international. Sa vitesse combinée à son pouvoir de frappe, ainsi que sa surprenante maturité sur le ring pour un garçon de quinze ans, suffirent à en faire un boxeur classé mondialement à la WBA et la WBC. À partir de là, il ne disputa que des titres mondiaux reconnus par ces organisations.

## Le boxeur professionnel
Benitez l’emportait logiquement sur des boxeurs relativement peu connus mais en 1976, il entraîna au Stade Hiram Bithorn de San Juan le beaucoup plus expérimenté, deux fois champion du monde et désormais membre du Hall Of Fame, Antonio Cervantes, pour défendre le championnat du monde des poids super-légers. Benitez stupéfia le monde de la boxe en battant Cervantes. Wilfred l’emporta par décision partagée des juges après 15 reprises, dans un match très animé. Il devint ainsi le plus jeune champion du monde de l’histoire de la boxe, à l’âge de dix-sept ans.
Benitez conserva son titre trois fois. La perspective d’un combat à un million de dollars avec le champion olympique de 1976 Sugar Ray Leonard le fit monter dans la division des poids welters. Lui et le champion du monde Carlos Palomino, originaire de Mexico mais vivant à Los Angeles, s’engagèrent pour un match de championnat, une fois de plus disputé à San Juan, sous les auspices de Goya Rice et Bacardi. Le combat tourna à l’avantage de Benitez, qui remporta à l'issue des quinze rounds pour devenir le champion du monde dans une seconde catégorie. Après une défense contre Harold Weston Junior, qui se termina par une victoire unanime de Benitez, Wilfred et Leonard signèrent pour un combat à Las Vegas en novembre 1979. Les deux adversaires combattirent avec science, démontrant leurs capacités défensives à travers la confrontation. Benitez essaya sans succès de surmonter son voyage au tapis du troisième round puis une coupure au front dans le sixième round. Le duel s’acheva lorsque l’arbitre arrêta le combat à six secondes de la fin dans le quinzième round.
Après cette défaite, Benitez changea encore de catégorie. Le 23 mai 1981, il devint à Las Vegas le plus jeune triple champion du monde de l’histoire de la boxe, en mettant knock-out le champion du monde des super welters, le trinidadien Maurice Hope, au douzième round. Ce combat mit en vedette un knock-out qui fit les grands moments des shows sportifs de l’époque. Benitez décocha un crochet droit à la figure de son adversaire qui se retrouva un peu plus tard à l’hôpital.
Son combat suivant devint un historique car ce match contre le futur champion du monde Carlos Santos fut le premier match international entre deux porto-ricains. Ironie du sort, il se déroula à plus de 5 000 km de Porto Rico, au Caesar Palace de Las Vegas. Benitez gagna en quinze rounds. Ensuite, Wilfred affronta un autre membre du Hall Of Fame, Roberto Duran, qu’il battit dans le même palace en 1982. Peu après, au « Carnival of champions » de La Nouvelle-Orléans, Benitez abandonna sa ceinture à une autre légende de la boxe, Thomas Hearns.

## Le déclin
La carrière de Benitez connut des revers après le combat contre Hearns ; son mode de vie en fit de même.
En 1984, il tenta un retour sous l’égide de Yamil Chade, sans succès.
En 1986, avec une santé friable, il vint combattre le poids moyens Carlos Herrera à Buenos Aires. Benitez fut battu en sept rounds Mais cela ne constitua pas le plus mauvais moment du voyage. Son argent pour le combat fut volé par le promoteur du match, ainsi que ses papiers et son passeport. Wilfred fut coincé en Argentine pendant un an. Après plusieurs accords inter-gouvernementaux, il regagna finalement Porto Rico en 1988. Pour l’anecdote, il toucha ses supporters lorsque, de retour sur son île, il tendit à sa petite fille de sept ans une poupée qu’il avait acheté en Argentine, preuve que le dur homme avait aussi un gros cœur.
Deux ans plus tard, Benitez déménagea à Tucson, dans l'Arizona, où il tenta un nouveau retour sous la tutelle d'Emanuel Steward, le célèbre entraîneur du Kronk. Ce retour se montra encore une fois infructueux. Il retourna donc à Porto Rico où sa mère Clara pris soin de lui jusqu’à la mort de cette dernière en 2008, il est maintenant pris en charge par sa sœur Yvonne et touche une pension mensuelle de 200 dollars versée par le gouvernement porto-ricain et la WBC.
De plus, Benitez souffre à l'heure actuelle d'une dégénérescence cérébrale incurable, qui serait due aux coups pris à la tête par le boxeur.
En 2004, on lui diagnostiqua un diabète et une maladie aux attaques insidieuses. Ces maux auraient pu faire obstacle à ses performances longtemps avant qu'ils ne soient découverts.

## Distinction
- Wilfred Benitez est membre de l'International Boxing Hall of Fame depuis 1996.